# مملكة ميوار
كانت مملكة ميوار، وتعرف أحيانًا باسم ولاية أودايبور، تحت حكم سلالة سيسوديا. كانت مملكة مستقلة في منطقة راجبوتانا بالهند. أُسست نحو القرن السابع بصفة حكام صغار لمنطقة ناجادا- أهار في أودايبور، وتحولت لاحقًا في القرن العاشر إلى ولاية مستقلة في عهد راوال بهارتريباتا الثاني. في 1303، تعرضت المملكة للغزو، وحاصر علاء الدين الخلجي حصن عاصمتها شيتورغاره واحتله بعد أن قتل الفرع الرئيس من العائلة بكامله والمعروف باسم فرع راوال. استعاد فرع صغير من العائلة اسمه فرع الرانا السيطرة على المملكة لاحقًا في 1326 وتحت حكم رانا سانغا، صارت المملكة أقوى مملكة في شمال الهند. انهارت المملكة بعد الغزو المغولي للهند في 1526. كانت المملكة تحت حكم أوداي سينغ الثاني وماهارانا براتاب منخرطة في صراع مستمر مع المغول واستمرت من خلال قبول المملكة سيادة المغول في عام 1615 وانتهت حوالي 1707 عندما توفي أورنجزيب. في 1818، قبلت السيادة البريطانية، وفي عام 1947، وقع بوبال سينغ على وثيقة الانضمام إلى الهند وانضم إلى اتحاد الهند.

## جغرافيتها
اتسعت الحدود الجغرافية لميوار وتضاءلت مرارًا وتكرارًا على مر القرون، ولكن اعتبارًا من عام 1914، كانت مساحة الولاية 34.110 كيلومترًا مربعًا (بحجم هولندا الحالية تقريبًا). بعد الحرب الإنجليزية الماراثية الثالثة، والمعاهدة مع البريطانيين في 1818 لضمها إلى جمهورية الهند في 1949، صارت حدود ولاية أودايبور كما يلي: حدت الولاية من الشمال منطقة أجمر ميروارا البريطانية، ومن الغرب جودبور وسيروهي، ومن الجنوب الغربي إيدار، ومن الجنوب دونغاربور وبانسوارا وبراتابغارا، ومن الشرق بوندي وكوتا، ومن الشمال الشرقي جايبور.

## أصلها
لا يُعرف الكثير عن أصول مملكة ميوار. كانت أصلًا تحت حكم سلالة غوهيلا. يُعد غوهاداتا أول حاكم للمملكة في القرن السابع. في بداية القرن الثامن، خضعت للحكم الفرعي لحكام موري المحليين. اكتسبت المملكة في عهد بابا راوال السيطرة على شيتورغاره في 728 بعد احتلالها من أسياد موري. كانت ناغدا عاصمة ميوار في هذه الفترة. تغلب بابا راوال على غزوة مبكرة للخلافة العربية للهند عن طريق الاتحاد مع حاكم غورجار براتيهارا ناجابهاتا الأول. استمر خلفاء بابا راوال، ولا سيما كومان الثاني، بمقاومة التوغلات العربية في البلاد. 
اعترفت سلالة غوهيلا في القرن الثامن بسيادة غورجارا براتيهارا. في القرن العاشر، صار بهارتريباتا الثاني حاكمًا مستقلًا وقطع علاقته بإمبراطورية براتيهارا واتخذ لقب ماهاراجا. قتل خليفته، ألاتا، ديفابالا، حاكم غورجارا براتيهارا آنذاك.
سيطرت سلالة بارامارا على غوهيلا في القرن الحادي عشر، وسيطرت سلالة شاهامان عليها في القرن الثاني عشر. أسس سامانتسينغ حاكم غوهيلا فرعًا آخر من الغوهيلا في فاغاد وحارب كذلك إلى جانب بريثفيراجا الثالث المهزوم في أجمر في معركة تارين الثانية ضد معز الدين محمد غوري.
على امتداد القرن الثالث عشر، بدأت سلالة غوهيلا تزداد قوة وتستقل عن حكم شاهامانا. اضطُرت إلى مقاومة عدة غزوات شنها الغزاة الأتراك. في نهاية الأمر، وفي عام 1303، غزا سلطان دلهي علاء الدين الخلجي ميوار، وحاصر شيتورغاره. في الحصار، توفي رانا لاخان وأبناؤه السبعة في المعركة ونفذت النساء عرف الجوهار. وعلى الرغم من ذلك، نجا أجاي سينغ من الكارثة، والذي نشّأ لاحقًا هامير.

## إعادة تأسيسها بصفة مملكة سيسوديا

### رانا هامير
عقب غزو علاء الدين الخلجي في 1303، قُتل فرع العائلة بكامله. في 1326، استعاد هامير سينغ، الذي انحدر من راهابا، ابن راناسيمها، السيطرة على المنطقة بعد زواجه من ابنة مالديف رئيس الشاهامان الذي خصص له بعض الأراضي، على الرغم من إرسائه قبضة صارمة بعد أن صد جيشًا لسلطنة دلهي في معركة سينجولي وبدأ باستخدام لقب «رانا». وهكذا أسس قبيلة سيسوديا.
هزم كشيترا سينغ ابن هامير حاكم مالوا ديلاوار خان وهُزم حفيده لاخا سينغ على يد زافار خان من غوجارات. تولى موكال سينغ ابن لاخا منصب الرانا في سن مبكرة جدًا، لذا شغلت والدته هانسا باي منصب الوصي عليه. غادر تشوندا أخو موكال الحصن بسبب النزاعات بينه وبين هانسا باي. في عهد موكال، غزا المملكة سلطان ناغاور لكنه طُرد منها. غُزيت مرتين أيضًا على يد أحمد شاه من غوجارات، الذي طُرد منها مرة، لكن في خلال الغزو الثاني، اغتيل موكال على يد عميه تشاتشا وميرا.

### رانا كومبها
بعد اغتيال والده، ارتقى رانا كومبها إلى العرش في 1443. تعامل في البداية مع قتلة والده وقتلهم. غزا سلطنة ناغاور وأسر سوبادلاكشا منشئًا بذلك عداوة مع سلطنتي ناغاور وغوجارات. في 1442، هاجم سلطان مالوا ميوار لكنه هُزم رغم أنه احتل حصن غاغرون في معركة وحشية. أُجريت عدة محاولات لاحتلال ماندالغاره لكنها فشلت. على مدى السنوات القليلة التالية، أجرى سلطان غوجارات ومالوا عدة محاولات لاحتلال ميوار لكنها فشلت. في 1456، احتل سلطان مالوا حصن ماندالغاره في معركة وحشية واحتل أجمر كذلك. على وجه الخصوص، بُذلت جهود عدة للاستيلاء على حصن كومبهالغاره لكنها فشلت في كل مرة. يُعرف عن كومبها أنه بنى العديد من الحصون المنيعة التي ما تزال قائمة حتى اليوم. كان باحثًا أيضًا وبنى معابد عديدة. اغتيل في 1468 على يد ابنه أوداي سينغ الأول.
بعد اغتيال كومبها، تولى أوداي العرش، لكنه هُزم على يد أخيه رانا رايمال في 1473. في عهد رايمال، هاجم غياث شاه من مالوا المملكة، فسار عبر أهار وإكلينغجي وحاصر شيتورغاره. في هذه المعركة، هُزم هزيمة نكراء واضطر إلى التراجع. هزم رايمال جيشًا آخر من مالوا في ماندالغاره. احتل سلطان مالوا بوندي وطرد رئيسها راو سورتان الذي جاء إلى ميوار بحثًا عن ملجأ. خسر رايمال مناطق أمبر وناراينا وسيكار. بالقرب من نهاية عهد رايمال، بدأ أبناؤه بريثفيراج وسانغرام وجايمال بالاقتتال على العرش. في نهاية النزاع، كان سانغرام المطالب الوحيد بالعرش.